# Elisabeth Scepens
Elisabeth Scepens, levde 1489, var en flamländsk bokbindare och illustratör. 
Hon studerade illumination under Willem Vrelant i Brugge i Flandern år 1476. Hon är vid sidan av Adrien Raet en av endast två elever till Vrelant. Efter Vrelants död 1481 anställdes hon av hans änka i hans verkstad. Hon var verksam som bokbindare och illuminatör. Hennes medlemskap i skrået för illumination, bokbindare och skrivare fram till år 1489.